# Flabiolaire de Solsona
El Flabiolaire és el músic que acompanya els gegants durant el seu ball Solsona.
S'observa a les referències escrites que parlen dels "Jocs de Corpus" del segle xv que els entremesos que dansaven eren acompanyats pel so d'un flabiol.
L'any 1677 es troba una referència escrita sobre un músic que acompanya els gegants. Un document de 1684 identifica aquest músic com un flabiolaire.
El Flabiolaire era el músic que acompanyava els Gegants amb el flabiol i el tamborí quan aquests anaven fent els seus balls per carrers i places, abans de l'estructuració tal com la coneixem avui dels ballets l'any 1934.
El seu vestit és de l'estil que duien els antics joglars o ministrils, una túnica de domàs vermell i amb un barret que porta una ploma blanca.
El color roig de la vestimenta feia que se l'identifiqués amb el sobrenom de "Perdigot".
L'any 1967 va deixar de sortir i d'acompanyar els gegants.
Es recupera la seva sortida de nou el 1978 elaborant una nova indumentària seguint les referències del vestit antic.
Actualment, pren protagonisme a l'hora del Ball dels Gegants que es col·loca al mig de la rotllana i toca el flabiol en els passatges del ballet que li toca. També acompanya els Gegants Joves durant la capta celebrada el dia 8 de setembre al vespre.